# Amertume

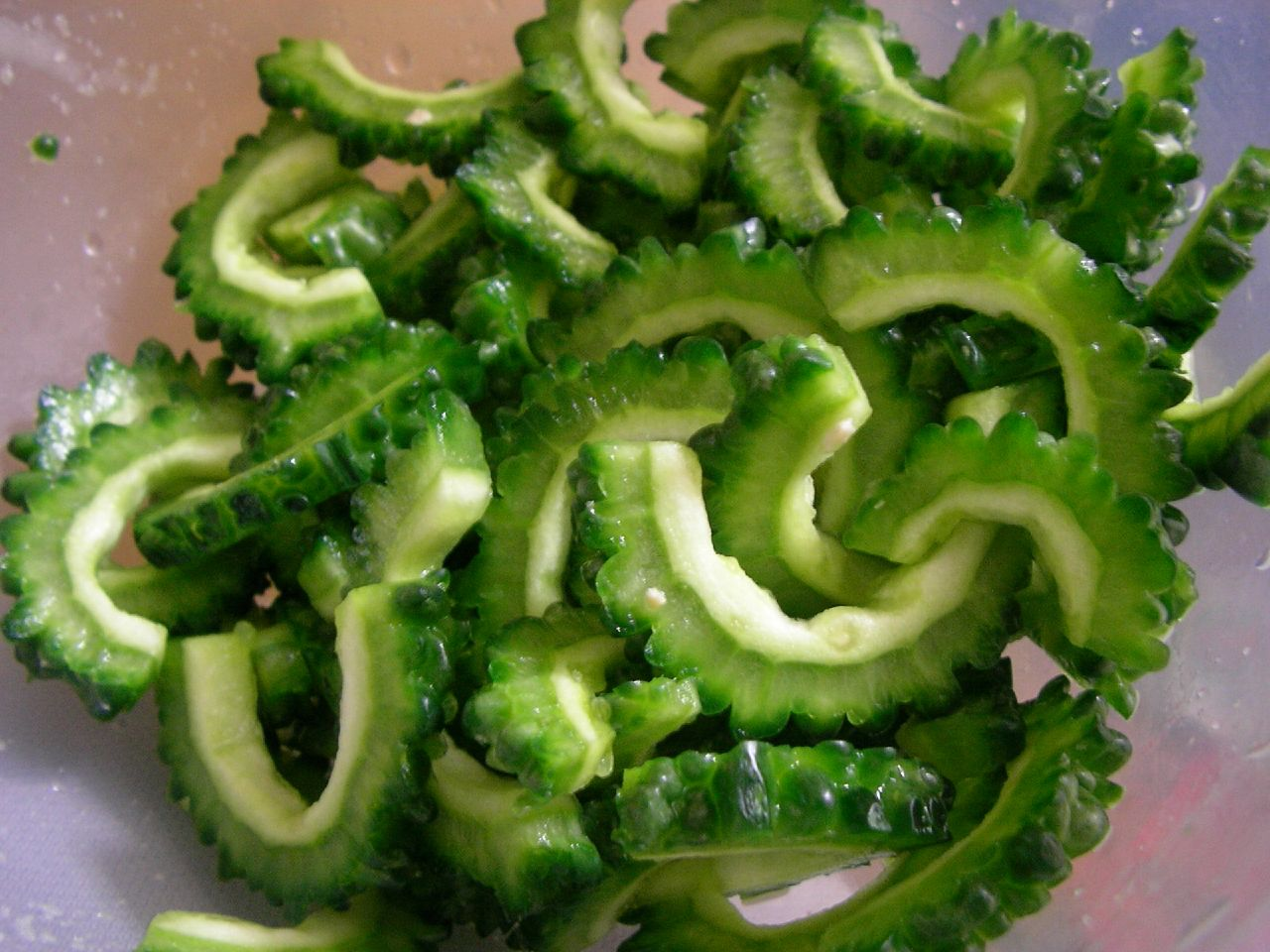
Salade de margose, légume amer très apprécié en Asie du Sud et du Sud-Est

L'amertume est la saveur caractéristique de produits tels que la quinine, les aloès, etc.
Elle est perçue par les récepteurs gustatifs situés dans les papilles gustatives de la langue, très diversifiés car au moins 25 types de récepteurs détectent les composés amers.

## Aliments
Plusieurs aliments présentent de l'amertume, on la retrouve dans la bière, le vin, le chou de Bruxelles, le chocolat noir, l'asperge, le céleri, l'endive ou le pamplemousse.

### Bière
L'amertume est une caractéristique importante de la bière, au même titre que la teneur en alcool par exemple.
L'amertume en brasserie est quantifiable en international bitterness unit (IBU). C'est une unité de poids d'une part par million (ppm) d'isohumulone (acide Þ), l'agent d'amertume qui provient du houblon.

### Vin
Une légère amertume est désaltérante, comme dans les bières de qualité ou dans certaines confitures d'orange. Dans le vin, une légère amertume ajoute à la complexité et à la persistance gustative[réf. nécessaire]. Toutefois, une trop grande amertume est considérée comme étant un défaut, qui peut avoir pour origine des molécules du type TCP, TeCP ou PCP[réf. nécessaire].

### Chou de Bruxelles
L'amertume du chou de Bruxelles est dû à une réaction entre une enzyme, la myrosinase, et des métabolites secondaires, les glucosinolates. La myrosinase est contenue dans la membrane cellulaire tandis que les glucosinolates sont contenus dans la vacuole.
L’interaction entre ces deux composés est un mécanisme de défense pour la plante. De nombreuses molécules produites sont toxiques pour les bactéries, champignons, nématodes et insectes.
Lors de la mastication, les membranes cellulaires du chou de Bruxelles se rompent.
L’hydrolyse du glucosinolate par la myrosinase forme du sulforaphane. Ce dernier est un composé soufré à l’origine de l’odeur et de l’amertume ressentis par le consommateur. Celui-ci peut alors augmenter la cuisson à 100 °C afin de détruire la myrosinase, enzyme thermosensible, et empêcher l'amertume.

## Composés amers

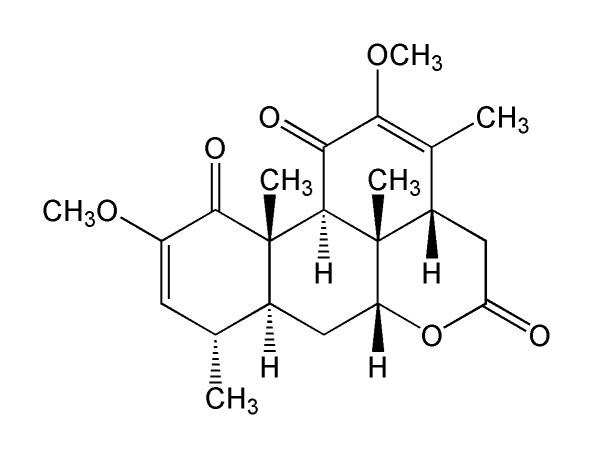
Structure de la quassine.

Parmi les composés naturels amers, comme la quinine, la brucine et la caféine, c'est la quassine (extraite du bois du quassia) qui est la substance la plus amère connue, environ 50 fois plus amère que la quinine avec un seuil de reconnaissance de l'amertume de 0,06 ppm et 1 670 fois plus amère que la caféine.
Parmi les substances artificielles, c'est le benzoate de dénatonium qui est la substance la plus amère connue avec un seuil de reconnaissance de l'amertume de 0,05 ppm.
La propylthiouracile (PROP) et la phénylthiocarbamide (PTC) sont utilisés dans la détection des super-goûteurs.

## Réduction de l'amertume

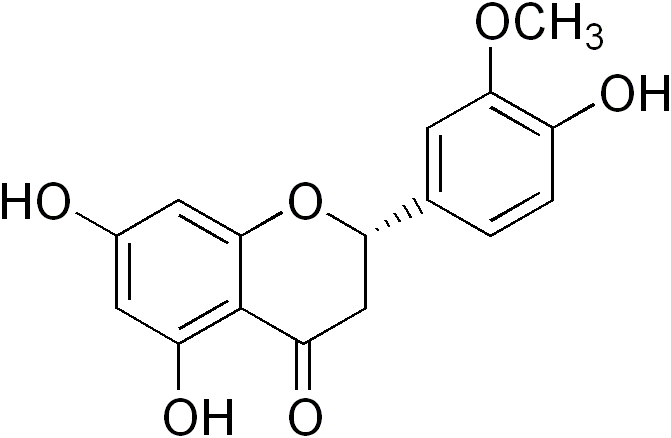
Structure de l'homoeriodictyol.

Plusieurs substances, comme l'eriodictyol, la stérubine, l'homoeriodictyol et l'homoeriodictyol sodique, ont la capacité de réduire l'amertume de composés amers. L'homoeriodictyol sodique est celle qui est la plus active, en réduisant de 10 à 40 % l'amertume de la salicyline, de l'amarogentin, du paracétamol et de la quinine.

## Perception
La perception de l'amertume est déterminée par une trentaine de gènes connus qui déterminent des récepteurs spécifiques à des molécules amères distinctes.
L’un d'eux, le gène TAS2R38, identifié en 2003, code la réception du PhénylThioCarbamide (PTC). Il est présent chez 75 % des individus. Le récepteur est couplé aux protéines G. Le gène comporte un allèle dominant, associé aux acides aminés proline-alanine-valine (PAV), qui confère la sensibilité, et un allèle récessif, associé à la combinaison alanine-valine-isoleucine (AVI). Ainsi, les individus PAV/PAV sont très sensibles au goût amer, les PAV/AVI sont sensibles et les AVI/AVI sont insensibles.